# Aldeia de São Francisco de Assis
Aldeia de São Francisco de Assis ist eine Gemeinde (Freguesia) im portugiesischen Kreis Covilhã. In ihr leben 489 Einwohner (Stand 19. April 2021).